# Cosmosoma cinctuta
Cosmosoma cinctuta là một loài bướm đêm thuộc phân họ Arctiinae, họ Erebidae.